# David Granger
David A. Granger (ur. 15 lipca 1945 w Georgetown) – gujański wojskowy i polityk, Dowódca Sił Obrony Gujany w latach 1979–1990. Kandydat na urząd prezydenta w wyborach w 2011, 2015 i 2020, prezydent Gujany od 16 maja 2015 do 2 sierpnia 2020.

## Życiorys
David Granger w 1965 ukończył szkołę wojskową Queen’s College jako podchorąży i rozpoczął służbę w szeregach Sił Obrony Gujany (Guyana Defence Forces, GDF). Rok później został mianowany na stopień podpułkownika. W czasie służby brał udział w szkoleniach w Nigerii, Brazylii i Wielkiej Brytanii. Od 1973 do 1974 był oficerem ds. planowania w szeregach Służb Narodowych Gujany, a od 1976 do 1977 w szeregach Gujańskiej Milicji Ludowej. Od 1979 do 1990 był naczelnym dowódcą Sił Obrony Gujany. Przewodniczył również wojskowym delegacjom do Brazylii, Gwinei, KRL-D, Somalii, Jugosławii i na Kubę.
W czasie służby w armii ukończył studia magisterskie z zakresu nauk politycznych oraz studia licencjackie z historii na Uniwersytecie Gujańskim, a także studia podyplomowe stosunków międzynarodowych na Uniwersytecie Indii Zachodnich. Od 1990 do 1994 pełnił funkcję doradcy prezydenta ds. bezpieczeństwa narodowego. W 1994 zakończył służbę wojskową w randze brygadiera. Został odznaczony kilkoma orderami wojskowymi: Military Service Star, Military Service Medal, Efficiency Medal oraz Border Defence Medal.
David Granger jest autorem licznych publikacji z dziedziny obrony i bezpieczeństwa oraz byłym członkiem wielu organizacji oraz komitetów wojskowych i społecznych.
26 lutego 2011 został wybrany kandydatem Ludowego Kongresu Narodowego (People's National Congress, PNC) na urząd prezydenta w wyborach parlamentarnych w 2011.
W wyborach parlamentarnych 28 listopada 2011 koalicja pod przewodnictwem PNC zajęła drugie miejsce, zdobywając 26 mandatów w 65-osobowym Zgromadzeniu Narodowym. Przegrała z rządzącą Ludową Partią Postępową (PPP), która uzyskała 32 mandaty, a jej kandydat na prezydenta Donald Ramotar został zaprzysiężony na stanowisku szefa państwa 3 grudnia 2011.
W wyborach parlamentarnych 11 maja 2015 koalicja Partnerstwo na rzecz Jedności Narodowej - Sojusz na rzecz Zmian (A Partnership for National Unity – Alliance for Change, APNU-AFC) odniosła zwycięstwo uzyskując 50,40% głosów i większość w parlamencie. David Granger został wskazany jako kandydat na prezydenta kraju. 16 maja 2015 został zaprzysiężony na prezydenta.